# Anilocra haemuli
Anilocra haemuli is een pissebed uit de familie Cymothoidae. De wetenschappelijke naam van de soort is voor het eerst geldig gepubliceerd in 1981 door Williams & Williams.